# Gul Agha Sherzai
Gul Agha Sherzai (en pachto : ګل آغا شيرزی), aussi connu sous le nom de Mohammad Shafiq, est un homme politique afghan. Il est l'ancien gouverneur de la province de Nangarhar, dans l'est de l'Afghanistan.
Il est auparavant gouverneur de la province de Kandahar au début des années 1990 et de 2001 à 2003. En octobre 2013, Gul Agha Sherzai démissionne de son poste de gouverneur et s'annonce officiellement comme candidat à l'élection présidentielle afghane de 2014. Il occupe le poste de ministre des frontières et des affaires tribales jusqu’à la victoire des talibans en 2021.

## Jeunesse
Gul Agha Sherzai naît en 1954 dans la région de Barakzai, dans la province de Kandahar. Son père, Haji Abdul Latif, propriétaire d'un petit magasin de thé à Kandahar, est un célèbre commandant moudjahidine. Sherzai prend le nom de Gul Agha lorsqu'il rejoint son père chez les Moudjahidines, qui combattent dans le sud de l'Afghanistan contre les forces soviétiques et afghanes.
Son père étant plus tard assassiné, il ajoute alors Sherzai (fils de lion) comme nom de famille. Il est d'origine pachtoune de la tribu Barakzai. Son père est connu localement sous le nom de Haji Latif Sagwan (Sagwan est un terme utilisé pour désigner un "chien de combat").
Gul Agha Sherzai collabore plus tard avec le gouverneur de Kandahar de l'époque, le général Nur ul-Haq Ulumi (en), pour organiser de fausses attaques contre l'armée afghane, ce qui amène l'ISI à augmenter les fournitures envoyées à Sherzai, qui les vend à Kandahar avec la bénédiction du gouvernement PDPA.
Après l'effondrement du gouvernement Parti démocratique populaire d'Afghanistan (PDPA) en 1992, Gul Agha Sherzai devient gouverneur de Kandahar. Il est connu en dehors de l'Afghanistan comme l'un des principaux chefs de guerre jusqu'en septembre 1994, lorsque les talibans commencent leur conquête de Kandahar. Il démissionne alors de son poste de gouverneur et reste caché jusqu'à fin 2001 au Pakistan.

## Administration Karzai
La prise de Kandahar par Gul Agha Sherzai fin 2001, avec l'aide des forces spéciales américaines et d'Hamid Karzai, marque la première fois qu'un territoire du sud de l'Afghanistan est repris aux forces talibanes.
Selon Matthieu Aikins (en), écrivant dans Harper's Magazine, Hamid Karzai nomme le mollah Naqib (en) au poste de gouverneur de Kandarhar. Il rapporte également que les responsables américains préfèrent Gul Agha Sherzai au choix de Karzai, et l'encouragent à évincer le mollah Naqib.
En août 2003, le président afghan Karzai décrète que les responsables ne peuvent plus occuper à la fois des postes militaires et civils et remplace Gul Agha Sherzai par Yousef Pashtun (en) au poste de gouverneur de Kandahar.

### Carrière politique après Kandahar

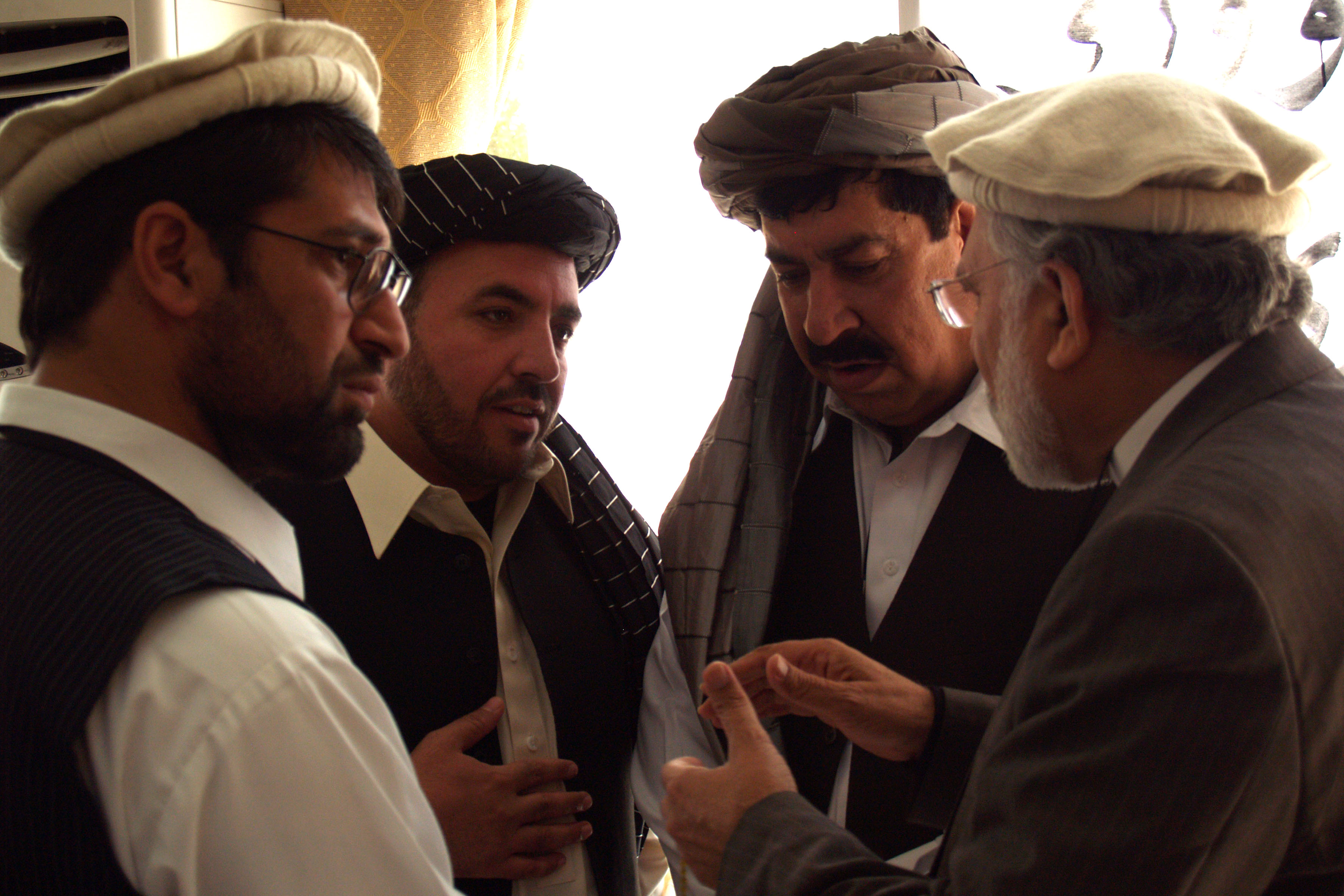
Gul Agha Sherzai échangeant en 2009 avec les gouverneurs des provinces du Nouristan, de Laghman et de Kounar.

En 2004, Gul Agha Sherzai est nommé gouverneur de la province de Nangarhar, après avoir été "conseiller spécial" d'Hamid Karzai.
En juillet 2006, il échappe de peu à une tentative d'assassinat lors d'un enterrement à l'extérieur de Jalalabad. La tentative tue cinq policiers et blesse plusieurs autres personnes, dont des enfants. Il inaugure alors la nouvelle autoroute reliant la ville de Jalalabad à Torkham, l'une des villes frontalières les plus populaires entre l'Afghanistan et le Pakistan. Le président afghan Karzai et le premier ministre pakistanais Shaukat Aziz sont également présents lors de l'inauguration.
En 2008, il rencontre Barack Obama.
En janvier 2009, un article d'Ahmad Majidyar de l'American Enterprise Institute inclut Gul Agha Sherzai sur une liste de quinze candidats possibles à l'élection présidentielle afghane de 2009. En mai 2009, il annonce qu'il ne sera pas candidat.
Le frère de Gul Agha Sherzai est Abdul Raziq Sherzai, un commandant qui capture l'aérodrome de Kandahar en 2001, et qui est ensuite nommé commandant de l'escadre de Kandahar de l'armée de l'air afghane.
Le 2 octobre 2013, Gul Agha Sherzai démissionne de son poste de gouverneur de la province de Nangarhar et s'annonce officiellement comme candidat à l'élection présidentielle afghane de 2014.